# Coordenadas paralelas
Las coordenadas paralelas son una manera común de visualizar y analizar conjuntos de datos n-dimensionales.
Para mostrar un conjunto de puntos en un n-espacio dimensional, se dibuja un fondo de n líneas paralelas, típicamente verticales e igualmente espaciadas. Un punto en el espacio n-dimensional está representado como una polilínea con vértices en los ejes paralelos; la posición del vértice en el i-ésimo eje corresponde a la i-ésima coordenada del punto.
Esta visualización es estrechamente relacionada con la visualización de series de tiempo, excepto que se aplica a datos donde los ejes no corresponden a puntos en el tiempo y, por lo tanto, no tiene un orden natural. Por tanto, pueden ser de interés diferentes disposiciones de ejes.

## Lectura
Inselberg (Inselberg, 1997) hizo una revisión completa de cómo leer visualmente los patrones relacionales de las coordenadas paralelas. Cuando la mayoría de las líneas entre dos ejes paralelos son algo paralelas entre sí, sugiere una relación positiva entre estas dos dimensiones. Cuando las líneas se cruzan en una especie de superposición de formas en X, es una relación negativa. Cuando las líneas se cruzan al azar o son paralelas, muestra que no existe una relación particular.

## Limitaciones
En coordenadas paralelas, cada eje puede tener como máximo dos ejes vecinos (uno a la izquierda y otro a la derecha). Para un conjunto de datos d-dimensional, como máximo las relaciones d-1 se pueden mostrar a la vez. En la visualización de series de tiempo, existe un predecesor y sucesor natural; por tanto, en este caso especial, existe una disposición preferida. Sin embargo, cuando los ejes no tienen un orden único, encontrar una buena disposición de ejes requiere el uso de heurística y experimentación. Para explorar relaciones más complejas, los ejes deben reordenarse.

## Software
Si bien hay una gran cantidad de artículos sobre coordenadas paralelas, hay pocos programas de software notables disponibles públicamente para convertir bases de datos a gráficos de coordenadas paralelas. Los programas notables son ELKI, GGobi, Mondrian, Orange y ROOT. Las bibliotecas incluyen Protovis.js, D3.js proporciona ejemplos básicos. D3.Parcoords.js (una biblioteca basada en D3) específicamente dedicada a la creación de gráficos de coordenadas paralelas. La biblioteca de análisis y estructura de datos de Python, Pandas, implementa coordenadas paralelas, utilizando la biblioteca de trazado matplotlib.

## Otras visualizaciones para datos multivariados
- Radar chart – una visualización con ejes de coordenadas dispuestos radialmente
- Andrews plot – la transformada de Fourier de un gráfico de coordenadas paralelas